# Luca Turin
Luca Turin (ur. 1953 w Bejrucie) – biofizyk zajmujący się zmysłem węchu, sztuką  projektowania perfum i produkcją środków zapachowych.
Urodził się w 1953 w rodzinie włosko-argentyńskiej. Stopień doktora uzyskał w University College w Londynie w dziedzinie fizjologii. Po doktoracie pracował naukowo, początkowo (1982-1988) w jednej z placówek francuskiego Krajowego Centrum Badań Naukowych (Centre national de la recherche scientifique, CNRS) koło Nicei, a następnie w Instytucie Pasteura (1988-1990). Odejście z CNRS miało związek z konfliktem, dotyczącym osoby Henri Korna, którego Turin podejrzewał o fałszerstwo naukowe. W 2007 stwierdzono, że podejrzenia mogły być uzasadnione.
Luca Turin odbył staż w National Institutes of Health w Karolinie Północnej. Po powrocie do Europy został wykładowcą biofizyki w University College London, gdzie pracował nad własną oryginalną, lecz budzącą kontrowersje, wibracyjną teorią percepcji zapachu.
Zainteresowanie teorią Turina wyrazili biofizycy. Przez biochemików jest omawiana rzadziej.
W 2001 Luca Turin został dyrektorem technicznym firmy Flexitral, z siedzibą w Chantilly w stanie Wirginia, gdzie wdrażał metody racjonalnego projektowania środków zapachowych, zgodnie z opracowaną teorią percepcji. W 2010 podjął badania w dziedzinie elektronicznego nosa, opartego częściowo na własnej teorii. Są prowadzone w Massachusetts Institute of Technology i finansowane przez DARPA (Agencja Zaawansowanych Obronnych Projektów Badawczych Departamentu Obrony Stanów Zjednoczonych).
Luca Turin jest autorem publikacji naukowych
, w tym książek: Parfums: Le Guide (dwa wydania, 1992 i 1994) oraz The Secret of Scent (2006). W drugiej z nich opisał historię badań węchu oraz istotę własnej teorii percepcji. W 2008 Viking Press opublikował kolejną książkę Perfumes: The Guide (autorzy: Luca Turin i Tania Sanchez). W książce zebrano opisy 1500. środków zapachowych, wzbogacone objaśnieniami naukowymi oraz esejami o historii i sztuce tworzenia perfum.
Turin jest bardzo aktywnym popularyzatorem nauki o węchu i zapachach. W swoich wystąpieniach sugeruje, że ignorowanie teorii "spektroskopowej" przez wielu badaczy wynika z naukowych nawyków. Biochemicy niechętnie uznają potrzebę ponownego przemyślenia ugruntowanej zasady "zamka i klucza" lub "gościa i gospodarza" (zobacz: Chemia supramolekularna: Rozpoznanie molekularne i kompleksowanie).
Teoria L. Turina jest omawiana w publikacjach naukowych na temat historii badań węchu. Koncepcja i sylwetka jej twórcy są też tematem książki Chandlera Burra The Emperor of Scent (nieprzychylnie zrecenzowanej w Nature Neuroscience).